# Nueva Colonia Hindú
Nueva Colonia Hindú es una localidad del estado mexicano de Baja California. Es parte del municipio de Tecate. Fue fundada en 1989 como una colonia agrícola.

## Demografía
| Gráfica de evolución demográfica |
|                                  |

| Censo | Población |
| ----- | --------- |
| 1990  | 1 375     |
| 1995  | 2 181     |
| 2000  | 3 251     |
| 2005  | 4 018     |
| 2010  | 4 431     |
| 2020  | 5 254     |